# Richard Masur
Richard D. Masur (Nova Iorque, 20 de Novembro de 1948) é um ator americano, que apareceu em mais de 80 filmes ao longo de sua carreira. Masur também serviu dois mandatos como presidente do Screen Actors Guild (SAG), de 1995 a 1999, e faz parte do Corporate Board of the Motion Picture & Television Fund.

## Filmografia
- Bittersweet Love (1976)
- Semi-Tough (1977)
- Who'll Stop the Rain (1978)
- Mr. Horn (1979)
- Scavenger Hunt (1979)
- Hanover Street (1979)
- Heaven's Gate (1980)
- The Thing (1982)
- I'm Dancing as Fast as I Can (1982)
- Nightmares (1983)
- Risky Business (1983)
- Under Fire (1983)
- The Mean Season (1985)
- Head Office (1985)
- Heartburn (1986)
- The Believers (1987)
- Walker (1987)
- Rent-a-Cop (1988)
- Shoot to Kill (1988)
- License to Drive (1988)
- Far From Home (1989)
- Flashback (1990)
- IT (1990)
- My Girl (1991)
- Encino Man (1992)
- The Man Without a Face (1993)
- Six Degrees of Separation (1993)
- My Girl 2 (1994)
- Forget Paris (1995)
- Multiplicity (1996)
- Palindromes (2004)